# New Kent
New Kent – jednostka osadnicza w Stanach Zjednoczonych, w stanie Wirginia, siedziba administracyjna hrabstwa New Kent.